# Juan de Valtierra
Juan de Valtierra († etwa 1433) war ein spanischer Bischof der römisch-katholischen Kirche.
Juan de Valtierra wurde am 17. Juni 1407 zum Bischof von Tarazona ernannt. Er starb um 1433.